# Glen Lukens
Glen William Lukens (* 1887 in Cowgill, Missouri; † 1967 in Los Angeles, Kalifornien) war ein US-amerikanischer Keramiker, Schmuckgestalter und Glaskünstler. Er gilt als Pionier der modernen Keramikkunst und leistete wichtige Beiträge zur Entwicklung innovativer Glasuren.

## Leben
Glen Lukens wurde in Missouri geboren und besuchte die Oregon State Agricultural School, wo er zum ersten Mal mit Keramik in Berührung kam. 1925 zog er nach Kalifornien und ließ sich in Los Angeles nieder. In den 1930er Jahren unterrichtete er Keramik, Metallbearbeitung und Schmuckdesign an der University of Southern California (USC). 1933 gründete er dort die Keramikabteilung und leitete sie bis 1950. Während des Zweiten Weltkriegs arbeitete er an der Entwicklung nichtmetallischer Küchengeräte für den zivilen Gebrauch. Nach seiner Pensionierung engagierte er sich in Haiti, wo er half, eine lokale Keramikindustrie aufzubauen und hygienische Tongefäße als Ersatz für Kalebassen zu etablieren. Lukens starb 1967 in Los Angeles.
Der Glen Lukens Award wird jährlich vergeben und ist ein Stipendium, das an herausragende Künstler der University of Southern California School of Fine Arts verliehen wird.

## Werk
Glen Lukens ist bekannt für seine Forschungen und Entwicklungen auf dem Gebiet der Glasuren. Er experimentierte mit Materialien aus der Mojave-Wüste und entwickelte eine Technik, bei der er Mineralien wie Achat, Amethyst und Türkis mit Glaspulver vermischte, um eine Reihe von niedrig gebrannten Glasuren zu schaffen, die als California Colors bekannt wurden. Seine Werke zeichnen sich durch einfache Formen mit kräftigen Farben und rauen Oberflächen aus, die sich von der traditionellen glatten Keramik abheben. Neben der Keramik arbeitete er auch mit Glas und entwarf Schmuck.